# TK Sparta Praga Challenger 2021
Il TK Sparta Praga Challenger 2021 è stato un torneo di tennis professionistico giocato su campi in terra rossa. È stata la quinta edizione del torneo e faceva parte della categoria Challenger 50 nell'ambito dell'ATP Challenger Tour 2021, con un montepremi di 31 440 €. Si è svolta al TK Sparta Praha di Praga, in Repubblica Ceca, dal 9 al 15 agosto 2021.
Nel 2021 si sono svolti altri due tornei Challenger nella capitale ceca, due settimane dopo si è tenuto il Prague Open Challenger 2021 sui campi del TK Spoje Praha, mentre in maggio si era giocato l'I. ČLTK Prague Open 2021 all'I. Českého Lawn–Tenisového klubu.

## Partecipanti

### Teste di serie
| Nazionalità | Giocatore                | Ranking* | Testa di serie |
| ----------- | ------------------------ | -------- | -------------- |
| Serbia      | Nikola Milojević         | 161      | 1              |
| Kazakistan  | Dmitry Popko             | 183      | 2              |
| Italia      | Lorenzo Giustino         | 234      | 3              |
| Argentina   | Facundo Mena             | 254      | 4              |
| Cile        | Nicolás Jarry            | 263      | 5              |
| Italia      | Riccardo Bonadio         | 271      | 6              |
| Spagna      | Adrián Menéndez Maceiras | 287      | 7              |
| Rep. Ceca   | Michael Vrbenský         | 288      | 8              |

* Ranking al 2 agosto 2021.

### Altri partecipanti
I seguenti giocatori hanno ricevuto una wild card per il tabellone principale:
- Toby Kodat
- Martin Krumich
- Dalibor Svrčina

Il seguente giocatore è entrato in tabellone come ranking protetto:
- Gerald Melzer

I seguenti giocatori sono passati dalle qualificazioni:
- Franco Agamenone
- Adrian Andreev
- Geoffrey Blancaneaux
- Emilio Nava

## Punti e montepremi
| Torneo    | Torneo              | V     | F     | SF    | QF  | 2T  | 1T  | Q | Q2  | Q1  |
| Singolare | Punti               | 50    | 30    | 15    | 7   | 4   | 0   | 2 | 1   | 0   |
| Singolare | Premi in denaro (€) | 4 400 | 2 600 | 1 550 | 900 | 530 | 320 | – | 160 | 100 |
| Doppio    | Punti               | 50    | 30    | 15    | 7   | –   | 4   | – | –   | –   |
| Doppio    | Premi in denaro (€) | 1 700 | 1 000 | 600   | 350 | –   | 200 | – | –   | –   |

## Campioni

### Singolare
In finale  Dalibor Svrčina ha sconfitto  Dmitry Popko con il punteggio di 6–0, 7–5.

### Doppio
In finale  Jonáš Forejtek /  Michael Vrbenský hanno sconfitto  Evgenij Karlovskij /  Evgenii Tiurnev con il punteggio di 6-1, 6–4.